# Harry Potter og Hemmelighedernes Kammer (film)
| Portal | Portal:Harry Potter |

Harry Potter og Hemmelighedernes Kammer er en fantasyfilm fra 2002 som er instrueret af Chris Columbus og baseret på J. K. Rowlings roman fra 1998 af samme navn og er den 2. af Harry Potter filmserien. Filmen er den anden film i serien, er skrevet af Steve Kloves, og filmen er produceret af David Heyman. Filmen følger Harry Potters andet år på troldmandsskolen Hogwarts, da arvingen til Salazar Slytherin åbner Hemmelighedernes Kammer og slipper et frygteligt uhyre løs, som angriber og forstener nogle af skolens elever. I filmen medvirker Daniel Radcliffe som Harry Potter og Rupert Grint og Emma Watson som Harrys bedst venner Ron Weasley og Hermione Granger. Yderligere medvirker bl.a. Richard Harris, Kenneth Branagh, Jason Isaacs, Robbie Coltrane og Maggie Smith.
Filmen havde premiere den 15. november 2002 i Storbritannien og Nordamerika. Filmen blev godt modtaget. Det sås af, at den indtjente 4,6 mia. kr. verden over og fik plads #21 på listen over de mest indtjenende film nogensinde. Den blev nomineret til tre BAFTA Film Awards i 2003.

## Handling
Som forberedelse til et besøg af onkel Vernon Dursleys chef sender Vernon Harry til hans værelse og beordrer ham at blive der. Harry finder Dobby, en husalf, der advarer ham mod at tage tilbage til Hogwarts. Da Harry nægter, ødelægger Dobby Vernons besøg, og Harry får skylden. Som straf låser Vernon Harry inde på hans værelse, for at forhindre ham i at tage tilbage til Hogwarts. Ron, Fred og George Weasley ankommer i deres flyvende bil for at redde Harry og tage ham med til Vindelhuset, deres hjem. Harry møder Rons yngre søster, Ginny, som skal til at begynde på Hogwarts, og som er forelsket i Harry. Harry møder også Rons far, Arthur Weasley; Harry har før mødt Mrs. Weasley. Harry og Weasley'erne tager til Diagonalstræde ved hjælp af susepulver. Mens de er på indkøb, møder Harry Glitterik Smørhår, en berømt troldmand og forfatter, og senere Draco Malfoy og hans far, Lucius, som støtter Voldemort og håner Harry, Hermione og Weasley'erne.
På King's Cross Station når resten af familien Weasley Perron 9¾ uden problemer og Harry og Ron finder den magiske vej blokeret; de når derfor ikke Hogwartsekspressen. Harry og Ron når Hogwarts med den flyvende bil, men lander ved et uheld i skolens Slagpoppel. Rons tryllestav går i stykker og bilen begynder at opføre sig med egen vilje, smider drengene ud og kører ind i Den Forbudte Skov. Da Harry og Ron kommer ind på Hogwarts, bliver de set af Snape, som skælder dem ud for at have fløjet i bilen til Hogwarts og er tæt på at bortvise dem. Professor McGonagall og professor Dumbledore kommer, og McGonagall forsvarer drengene og fortæller dem, at de kun skal have en eftersidning.
Kort efter skolestart begynder Harry at høre en faretruende stemme. Harry, Ron og Hermione finder beskeden "Hemmelighedernes Kammer er blevet åbnet. Fjender af arvetageren skal tage sig i agt" skrevet med blod på en væg, og de finder samtidigt pedellen Argus Filchs kat, Madam Norris, forstenet. Ifølge legenden kan Hemmelighedernes Kammer kun åbnes af Slytherins arving; det siges, at kammeret huser et væsen, der vil lade sig styre af arvingen. Harry mistænker Malfoy til at være denne arving. Trioen bruger Polyjuice-Eliksir for at kunne forklæde sig som Malfoys venner Crabbe og Goyle. Mens de er forklædte, erfarer trioen, at Malfoy ikke er Slytherins arving.
Glitterik Smørhår, som blev ansat som lærer i faget Forsvar mod Mørkets Kræfter, starter en duelleringsklub. Da Malfoy og Harry mødes i en duel, kaster Malfoy en slange mod Harry, som Harry finder ud af, han kan tale med. Hermione forklarer, at han er slangehvisker ligesom Salazar Slytherin, en evne, der får resten af skolen til at tro, at Harry er arvingen.
På drengenes toilet på 2. sal, finder Harry en dagbog med blanke sider, der tilhørte eleven Romeo Detlev Gåde Jr.. Gennem dagbogen oplever Harry nogle begivenheder, der fandt sted for 50 år siden, da Romeo gik på skolen. Ifølge dagbogen er det Hagrid, der er Slytherins arving.
I skoleåret bliver Colin Creevey, Justin Finch-Fletchley, Hermione og selv Gryffindor-spøgelset sir Nicholas fundet forstenet, og Romeo Gådes dagbog forsvinder. Harry og Ron går ned til Hagrid for at besøge ham, men inden de når at sætte sig, ankommer Cornelius Fudge og Lucius Malfoy. Mens Ron og Harry gemmer sig, hører de, de besøgende fortælle Hagrid, at de vil suspendere Dumbledore som rektor og arrestere Hagrid, fordi de mistænker ham at have åbnet kammeret. Før Hagrid bliver ført væk, lykkedes det ham at fortælle Ron og Harry, at de skal følge efter edderkopperne ud til Den Forbudte Skov. 
 Drengene finder en flok flygtende edderkopper og følger efter dem ud i skoven, hvor de møder Aragog, en gigantisk edderkop, som er mistænkt for at have dræbt en elev for 50 år siden. Aragog fortæller, at han ikke er det uhyre, der dræbte eleven, og at Hagrid er uskyldig. Aragogs sønner og døtre angriber Harry og Ron, men heldigvis kommer den flyvende bil og redder dem.
Ud fra et papir fundet i Hermiones hånd, finder Harry og Ron ud af, at uhyret er en basilisk og de overhører, at Ginny er blevet bortført til kammeret. Smørhår sendes til kammeret for at finde Ginny, men han prøver blot at flygte fra skolen, til Harry og Ron fanger ham. Det viser sig, at Smørhårs fortid løgn: han har brugt forglemmelsesfortryllelser på hekse og troldmand, for at kunne tage æren for deres bedrifter. 
 De tre finder nu indgangen til kammeret på Hulkende Huldas toilet og finder en gigantisk slangeham. Smørhår prøver at standse Harry og Ron ved at bruge forglemmelsesfortryllelsen mod dem, men fortryllelsen giver bagslag, da Smørhår bruger Rons ødelagte stav. Det er i stedet Smørhår, der mister sin hukommelse, og, pga. den ødelagte tryllestav, falder dele af kammeret sammen. Det fanger Harry på den ene side af stenskredet og Ron og Smørhår på den anden side. Harry finder Ginny, og Romeo Gåde dukker op og forklarer, at han er et minde, der er blevet bevaret i dagbogen. Romeo fortæller Harry, at han vil overtage Ginnys sjæl, så han kan genvinde sine tabte kræfter. Harry regner ud, at Romeo er Slytherins arving og er Lord Voldemort i sin teenageskikkelse. Gåde sender basilisken efter Harry for at dræbe ham, men heldigvis kommer Dumbledores fønix, Fawkes, og angriber basiliskens øjne. Fawkes giver Harry Fordelingshatten, hvori Godric Gryffindors sværd ligger. Harry spidder basilisken i munden med sværdet, og dræber den, lige da en giftig hjørnetand rammer ham i armen.
Harry ødelægger Romeo Gådes dagbog ved at spidde bogen med hjørnetanden. Ginny kommer til bevidsthed og finder Harry døende af giften i armen, men Fawkes heler Harrys sår med sine tårer. Dumbledore vender tilbage til skolen og Hagrid bliver løsladt fra Azkaban. Dumbledore beroliger Harry, da Harry er urolig for, om han overhovedet tilhører Gryffindor-kollegiet, men Dumbledore fortæller, at kun en ægte Gryffindor kunne have fundet Godrics sværd i hatten. 
Da han finder ud af, at Dobby tjener Malfoy-familien, narrer Harry Lucius til at frigive Dobby. Alle, der er blevet forstenet, bliver raske igen. Ved skoleårets afslutningsfest bliver Hagrid budt velkomme af et stående bifald fra både elever og lærere.
I den sidste scene i filmen ses en ny Glitterik Smørhår-bog foran boghandlen Flourish & Blotts, med titlen "HVEM ER JEG?" og et billede af en Smørhår, der er forvirret og lider af hukommelsestab.

## Medvirkende
- Daniel Radcliffe som Harry Potter, filmens hovedperson.
- Rupert Grint som Ron Weasley, en af Harrys bedste venner.
- Emma Watson som Hermione Granger, en anden af Harrys bedste venner.

- Kenneth Branagh som Glitterik Smørhår, en berømt forfatter og den nye lærer i Forsvar mod Mørkets Kræfter på Hogwarts. Hugh Grant skulle efter sigende have været første valg til rollen, men måtte, pga. manglende tid melde fra til rollen..[3] Den 25. oktober 2001, blev Branagh valgt til Grants erstatning.[4]
- John Cleese som Næsten Hovedløse Nick, Gryffindor-kollegiets spøgelse.
- Robbie Coltrane som Rubeus Hagrid, Hogwarts' nøglebærer.
- Warwick Davis som Filius Flitwick, fortryllelsesmester på Hogwarts og leder af Ravenclaw-kollegiet.
- Richard Griffiths som Vernon Dursley, Harrys Muggler onkel.
- Richard Harris som Albus Dumbledore, rektor på Hogwarts og en af tidens største troldmænd. Harris døde kort efter filmen havde fået premiere.
- Shirley Henderson som Hulkende Hulda, grædefærdigt spøgelse, der huserer på pigetoilettet på 2. sal.
- Jason Isaacs som Lucius Malfoy, Dracos far
- Alan Rickman som Severus Snape, Hogwarts' eliksirmester og leder af Slytherin-kollegiet.
- Fiona Shaw som Petunia Dursley, Harrys Muggler-tante.
- Maggie Smith som Minerva McGonagall, forvandlingslærer på Hogwarts og leder af Gryffindor-kollegiet.
- Julie Walters som Molly Weasley, Weasley-familiens matriark og moderfigur for Harry.

### Danske stemmer
- Philip Hornehøj som Harry Potter
- Thea Iven Ulstrup som Ginny Weasley
- Mikkel Christiansen som Lord Voldemort
- Allan Hyde som Ron Weasley
- Maja Iven Ulstrup som Hermione Granger
- Kristian Boland som Glitterik Smørhår
- Niels Weyde som Hagrid
- Henrik Koefoed som Husalfen Dobby
- Nis Bank-Mikkelsen som Albus Dumbledore
- Lars Thiesgaard som Arthur Weasley
- Kit Eichler som Molly Weasley
- Sara Poulsen som Hulkende Hulda
- Ole Fick som Vernon Dursley
- William Høeg som Draco Malfoy
- Stig Hoffmeyer som Severus Snape
- Henrik Jandorf som Lucius Malfoy
- Kirsten Cenius som Minerva McGonagall
- Lasse Lunderskov som Næsten Hovedløse Nick og Station Vagt
- Ole Varde Lassen som Argus Filch
- Puk Scharbau som Petunia Dursley
- Rasmus Albeck som Dudley Dursley
- Sonny Lahey som Percy Weasley
- Jasper Spanning som Oliver Wood
- Sebastian Jessen som Fred Weasley og George Weasley
- Andreas Jessen som Neville Longbottom

## Udgivelse

### Billetindtægter
Harry Potter og Hemmelighedernes Kammer havde premiere i UK den 3. november 2002 og i USA og Canada den 14. november 2002, hvor dens egentlige verdenspremiere den 15. november, blot et enkelt år efter De Vises Sten. Filmen slog flere gange rekorder på premieresalg. I USA og Canada indtjente filmen 466,3 mio. kr. i dens premiereweekend i 3.682 biografer, hvilket var den tredje største omsætning på dette tidspunkt, lige efter Spider-Man og filmens forgænger Harry Potter og De Vises Sten. I Storbritannien slog filmen alle tidligere omsætningsrekorder, der i øvrigt var sat af De Vises Sten. Den indtjente 160 mio. kr. i dens premiereweekend og yderligere 92 mio. kr. uden div. forpremiere. Den fortsatte med at indtjene 466 mio. kr. i UK, der gjorde den til den femtestørste omsætning nogensinde.
Filmen endte med at have en total omsætning på 4,63 mia. kr. verden over, hvilket gav den pladsen som den femte mest omsættende film nogensinde, på dette tidspunkt. Omsætningen blev den anden største i 2002, lige efter Ringenes Herre - De to Tårne og den fjerdestørste i USA og Canada dét år, med 1,3 mia. kr. lige efter Spider-Man, Ringenes Herre – De to Tårne og Star Wars Episode II: Klonernes angreb. Filmen blev dog den film med de højeste ikke-amerikanske billetindtægter det år med 3,2 mia. kr., i forhold til De to Tårnes 3,08 mia. kr.

### Kritik
Filmens anmeldelser var generelt positive og filmen har i øjeblikket en score på 83% i "Certified Fresh" på Rotten Tomatoes (den fjerdemest favoritterede anmeldte Harry Potter-film på siden) og en score på 63 ud af 100 på Metacritic, der repræsenterer "generelt favoritterede anmeldelser" (og filmen er på denne side, den mindste anmeldte Harry Potter-film). Roger Ebert kaldte Hemmelighedernes Kammer "en fænomenal film" og gav filmen 4 ud af 4 stjerner, og roste især settenes design. Entertainment Weekly anmeldte filmen med kommentarer om, at denne film var bedre og mere mørk end den foregående: "Og blandt ting som denne Harry Potter gør rigtig godt er, at det hele bliver mere mørkt, det hele giver en mere skræmmende atmosfære for publikummet. Det er som det skal være: Harrys historie skal blive mørkere". Richard Roeper roste instruktionen og filmens troskab til bogen, og skrev: "Chris Columbus, instruktøren, gør et rigtigt flot arbejde i at være tro til historien, men tager den også med ind i en filmisk æra". Variety skrev, at filmen var overdrevent lang, men roste den for at være mørkere og mere dramatisk, og skrev, at dens selvtillid og uregelmæssighed giver filmen et liv, som bogen ikke kan give, hvilket var noget De Vises Sten aldrig formåede. A. O. Scott fra The New York Times skrev: "I stedet for at føle sig rørt, vil du måske føle dig medtaget og slidt op, men, stadig ikke, være frygtelig skuffet".